# 傅統先
傅统先（1910年2月12日—1985年3月2日），男，湖南武陵（今常德）人，中华民国及中华人民共和国哲学家，杜威哲学研究权威，教育哲学专家。

## 生平
傅统先祖上世代信仰回教。傅统先在家乡念完初中后，15岁独自赴上海，考入上海“民立中学”。1926年6月，与上海穆斯林知识界人士创办“上海回教青年研究社”，出版《回教青年》月报。
1926年8月，傅统先转入上海圣约翰大学附中。1928年考入圣约翰大学，主修哲学，辅修教育学，并选修宗教学。曾被选为该大学学报《约翰声》中文版主编及英文版编辑。1932年，自上海圣约翰大学哲学系毕业，毕业时出版了《知识论纲要》一书及多篇论文。 毕业后，因病在家休养三年，其间翻译《格式塔心理学原理》、《心理学——一本根据事实的课本》、《唯心哲学》等书，编写《中国回教史》、《美学纲要》等书，还随蒋维乔学习佛学《成唯识论》、阅读《庄子》，随上海玉佛寺谛闲法师学习《楞严经》。其间，1933年，参加创办穆斯林刊物《改造》。1934年，加入中国哲学会，出席了中国哲学会第三届年会，并在会上发表论文《知识之组织》。同年他参与发起成立“上海回教文化协会”，任常务理事，又出版《中国回教丛书》。1935年前后，傅统先参与了中国全国性的哲学论辩，与张东荪、叶青等人均有辩论。
1935年秋，傅统先入暨南大学附设实验学校担任英文教员及副主任。1936年，出版《现代哲学之科学基础》一书，张东荪作序。1937年，该校停办后，转入正风文学院教英文及哲学概论。1938年至1941年，傅统先一直在上海，先后在大夏大学、光华大学、东吴大学法学院兼职授课，讲授逻辑学、哲学、教育哲学等课程，其间在上海宣传抗日，遭到日伪威胁。其后，他辞去在各校的兼职，迁居圣约翰大学校内。傅统先曾参加上海穆斯林反对“北新书局”及《南华文艺》侮教案的活动，还参与组织穆斯林社团、出版刊物等活动。1942年秋，傅统先获圣约翰大学文学硕士学位，后获聘为圣约翰大学教授兼教育系主任，在教学上创造了“小组讨论教学法”。从抗日战争中期到1948年赴美国留学，傅统先的思想发生了很大变化，接受了杜威的实用主义哲学。中华民国时期，他不愿接近政治，从未加入中国国民党。
1948年夏，傅统先赴美国哥伦比亚大学学习。1949年夏，获得文学硕士学位。1950年8月，获得哥伦比亚大学哲学博士学位后回国。
回国后，他本来想回到上海圣约翰大学任教，但当时该校由一些左派当权，不欢迎傅统先。1951年2月，傅统先乃入上海私立新中国学院教育系从事心理学、逻辑学教学。同年9月，被政府送入华东革命大学政治研究院学习。1952年2月结业之后，被分配到济南的山东师范学院任教，1953年任该校教育系主任。1954年起，历任山东省政协第一、二届委员，第三届常务委员，曾任《教育战线》主编。
1955年，为配合中华人民共和国全国性的批判杜威运动，傅统先在7月11日《光明日报》上发表《认清杜威教育学说的反动本质，肃清它的残余影响》一文，还写出专著《反动的实用主义教育思想批判》。1950年代至1960年代，傅统先受国家有关部门委托，翻译杜威著作《人的问题》、《经验与自然》、《自由与文化》、《确定性的寻求—关于知行关系的研究》等，以供批判用。傅统先的这些有关杜威的著作和译作，虽然是在批判杜威的背景下写出的，但学术价值很高，日后成为中国研究杜威哲学的重要参考书。
文化大革命爆发后，傅统先很快便被打成“牛鬼蛇神”。傅统先的妻子蒋筑庄生病后，因为是“牛鬼蛇神”家属，医院不予医治而惨死。文化大革命后期，傅统先因病到上海疗养。
1979年春，赴北京参加全国教育科学规划会议，当选中国教育学会第一届常务理事。同年，出任《教育研究》杂志编委，山东省教育学会名誉主席。作为中国国民党革命委员会成员，傅统先1979年重新当选山东省政协常委。1980年11月，应联合国教科文组织之邀，出席了在巴黎召开的教育专家会议。改革开放后，傅统先研究并译介了瑞士哲学家、心理学家让·皮亚杰的理论，翻译了皮亚杰的《发生认识论》、《教育科学与儿童心理学》、《儿童的心理发展》、《明日教育的结构基础》、《儿童的道德判断》，撰写了《试论皮亚杰的发生认识论》、《试论皮亚杰的结构主义》，还对美国学者西格尔以及部分中国学者在研究皮亚杰学说时的不准确理解和武断评价进行商榷。
1985年3月2日，傅统先在上海病逝。

## 著作
- 傅统先，中国回教史，上海：商务印书馆
- 傅统先，现代哲学之科学基础，上海：商务印书馆，1936年
- 傅统先，教育方法讲话
- 傅统先，儿童道德教育讲话
- 傅统先，教育哲学，1947年
- 傅统先，哲学与人生，上海：世界书局，1945年
- 傅统先，哲学概论问答
- 傅统先编著，教育哲学讲话，上海：世界书局，1947年
- 傅统先，反动的实用主义教育思想批判，武汉：湖北人民出版社，1957年
- 傅统先、张文郁，教育哲学，济南：山东教育出版社，1986年
- 傅统先，我的思想发展过程，载 北京图书馆《文献》丛刊编辑部、吉林省图书馆学会会刊编辑部编，中国当代社会科学家，北京：书目文献出版社，1982年，第343-356页
- 傅统先，傅统先自述，载 高增德、丁东 编，世纪学人自述（第三卷），北京：北京十月文艺出版社，2000年，第424-435页

## 家庭
- 妻：蒋筑庄